# Уставобранители

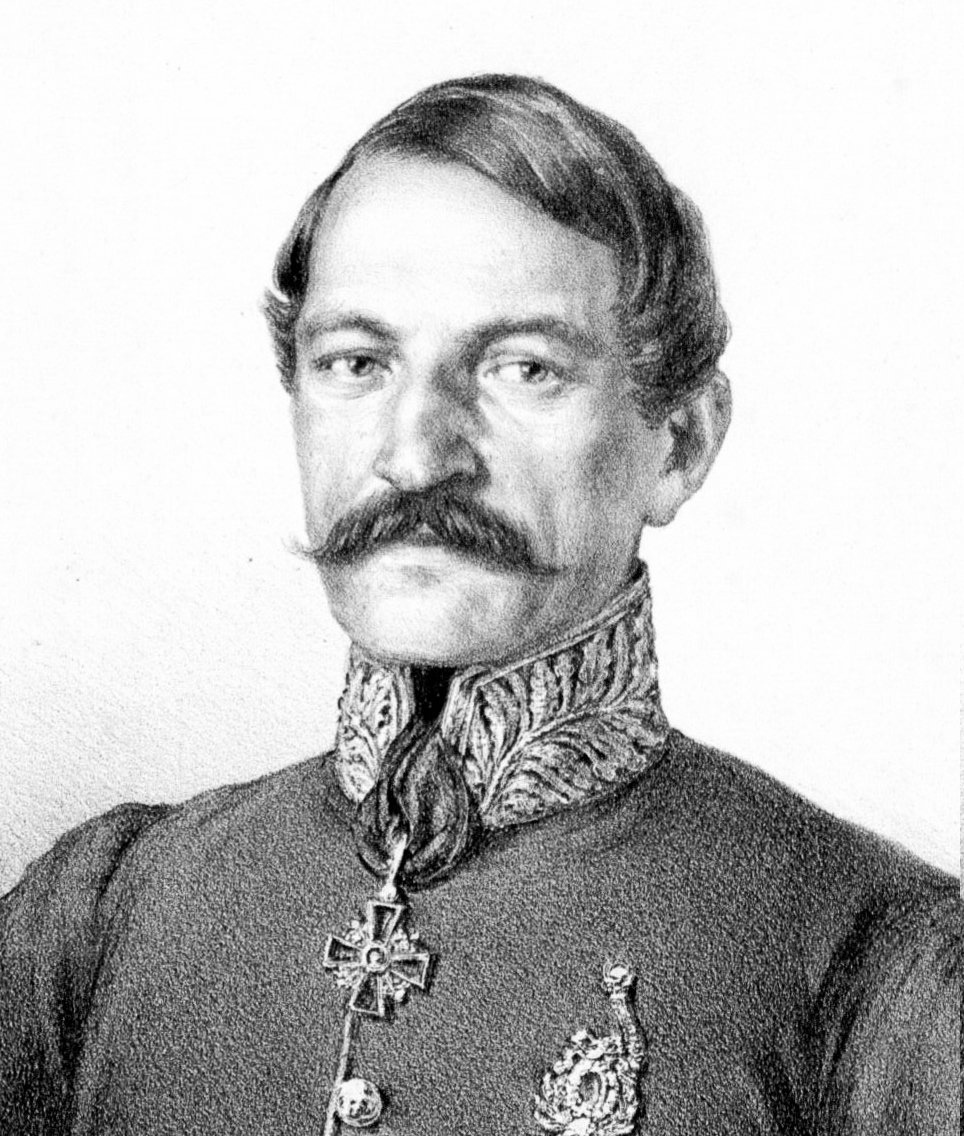
Илия Гарашанин, один из виднейших уставобранителей

Уставобранители (серб. Уставобранитељи) — сербские политики и землевладельцы, члены Государственного совета, бывшие в оппозиции к династии Обреновичей.
Уставобранители выступали за конституционное ограничение власти Обреновичей и соблюдение Конституции 1838 года. В 1839 году они свергли князя Милоша Обреновича, а в 1842 году вынудили отречься от престола и его сына Михаила. Новым князем они провозгласили Александра Карагеоргиевича. В период правления уставобранителей Сербия отошла от ориентации на Россию и сблизилась с Австрией, от которой возросла экономическая зависимость. Был усилен полицейско-бюрократический характер государства, скупщина почти не созывалась, экономическое положение страны резко ухудшилось. В то же время впервые были выработаны принципы новой внешней политики, нацеленной на объединение всех южных славян (которые понимались как единый народ — сербы) под властью Сербского княжества. Эта программа была сформулирована в 1844 году министром внутренних дел Илией Гарашаниным в его работе «Начертание» и предполагала создание военным путём на развалинах Османской империи Великой Сербии.
Наиболее видными уставобранителями были Тома Вучич Перишич, Аврам Петрониевич, Стоян и Алекса Симичи, Милутин и Илия Гарашанины.